# Alice Pagliarini
Alice Pagliarini (* 1. März 2006 in Fano) ist eine italienische Leichtathletin, die sich auf den Sprint spezialisiert hat.

## Sportliche Laufbahn
Erste internationale Erfahrungen sammelte Alice Pagliarini im Jahr 2022, als sie bei den U18-Europameisterschaften in Jerusalem in 11,64 s den fünften Platz im 100-Meter-Lauf belegte und mit der italienischen Sprintstaffel (1000 Meter) in 2:07,35 min die Silbermedaille gewann. Anschließend siegte sie beim Europäischen Olympischen Jugendfestival (EYOF) in Banská Bystrica in 11,69 s über 100 Meter sowie in 2:11,27 min auch in der Sprintstaffel. Im Jahr darauf gewann sie beim EYOF in Maribor in 11,88 s die Silbermedaille über 100 Meter sowie in 2:06,45 min auch in der Sprintstaffel. Anschließend schied sie bei den U20-Europameisterschaften in Jerusalem mit 11,67 s im Halbfinale über 100 Meter aus und wurde mit der 4-mal-100-Meter-Staffel im Vorlauf disqualifiziert. Bei den World Athletics Relays 2025 in Guangzhou verhalf sie der Mixed-Staffel über 4-mal 100 Meter zum Finaleinzug und im August belegte sie bei den U20-Europameisterschaften in Tampere in 11,54 s den vierten Platz über 100 Meter. Zudem siegte sie mit der Frauenstaffel in 43,72 s.

## Persönliche Bestleistungen
- 100 Meter: 11,47 s (+0,8 m/s), 2. Juni 2025 in Mondovì
  - 60 Meter (Halle): 7,32 s, 1. März 2025 in Metz
- 200 Meter: 23,46 s (−0,2 m/s), 12. Juni 2025 in Fiorano Modenese
  - 200 Meter (Halle): 24,02 s, 24. Januar 2024 in Ancona